# Міллерсбург (Пенсільванія)
Міллерсбург (англ. Millersburg) — місто (англ. borough) в США, в окрузі Дофін штату Пенсільванія. Населення — 2545 осіб (2020).

## Географія
Міллерсбург розташований за координатами 40°32′35″ пн. ш. 76°57′10″ зх. д. / 40.54306° пн. ш. 76.95278° зх. д. (40.543190, -76.952905).  За даними Бюро перепису населення США в 2010 році місто мало площу 1,97 км², з яких 1,97 км² — суходіл та 0,00 км² — водойми.

## Демографія
Згідно з переписом 2010 року, у селищі мешкало 2557 осіб у 1193 домогосподарствах у складі 651 родини. Густота населення становила 1300 осіб/км².  Було 1361 помешкання (692/км²).
Расовий склад населення:
| - 97,6 % — білих - 1,2 % — чорних або афроамериканців - 0,2 % — азіатів - 0,1 % — корінних американців |

До двох чи більше рас належало 0,8 %. Частка іспаномовних становила 1,2 % від усіх жителів.
За віковим діапазоном населення розподілялося таким чином: 21,4 % — особи молодші 18 років, 57,4 % — особи у віці 18—64 років, 21,2 % — особи у віці 65 років та старші. Медіана віку мешканця становила 40,4 року. На 100 осіб жіночої статі у селищі припадало 90,7 чоловіків;  на 100 жінок у віці від 18 років та старших — 86,7 чоловіків також старших 18 років.
Середній дохід на одне домашнє господарство  становив 44 832 долари США (медіана — 38 941), а середній дохід на одну сім'ю — 57 127 доларів (медіана — 47 315). Медіана доходів становила 39 327 доларів для чоловіків та 37 083 долари для жінок. За межею бідності перебувало 9,9 % осіб, у тому числі 12,8 % дітей у віці до 18 років та 6,7 % осіб у віці 65 років та старших.
Цивільне працевлаштоване населення становило 1094 особи. Основні галузі зайнятості: виробництво — 19,9 %, освіта, охорона здоров'я та соціальна допомога — 19,6 %, мистецтво, розваги та відпочинок — 11,2 %, роздрібна торгівля — 8,9 %.